# Factor de xoc tèrmic
El factor de xoc tèrmic 1 (HSF1) és una proteïna que en humans està codificada pel gen HSF1. L'HSF1 es conserva molt en els eucariotes i és el principal mediador de les respostes transcripcionals a l'estrès proteotòxic amb funcions importants en la regulació sense estrès, com el desenvolupament i el metabolisme.

## Funció
Aquesta proteïna és un factor de transcripció de xoc tèrmic. La transcripció de gens de xoc tèrmic és ràpidament induïda després de patir estrès per temperatura. Hsp90, per si mateixa i / o associada amb complexos de multixaperones, és un dels principals repressors del gen que codifica aquesta proteïna.

## Mecanisme d'acció
HSF1 existeix en forma de monòmer inactiu en un complex amb Hsp40 / Hsp70 i Hsp90. Després de patir estrès, com pot ser una elevada temperatura, HSF1 s'allibera del complex xaperona i trimeritza. HSF1 és llavors transportada a l'interior del nucli cel·lular on és hiperfosforilada i s'uneix a ADN que contingui elements de xoc tèrmic (NGAAN). Els gens diana de HSF1 inclouen proteïnes de xoc tèrmic com Hsp72 i, curiosament, ARN no codificant dins de regions amb repeticions del satèl·lit III. La seva fase d'atenuació és iniciada amb un bucle de feedback negatiu, amb el producte gènic de Hsp70 unit al seu domini de transactivació.

## Estructura
El HSF1 humà consta de diversos dominis que regulen la seva unió i activitat (Imatge 1).

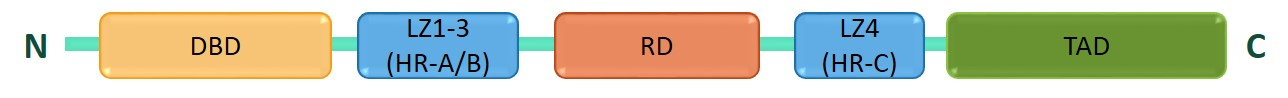
Imatge 1. Diferents dominis de la proteïna HSF-1.

### Domini d'unió a l'ADN (DBD)
Aquest domini N-terminal d'aproximadament 100 aminoàcids és la regió més ben conservada de la família de proteïnes HSF i consisteix en un bucle d'hèlix-gir-hèlix. El DBD de cada monòmer HSF1 reconeix la seqüència nGAAn a l'ADN objectiu. Les seqüències repetides del pentàmer nGAAn constitueixen elements de xoc tèrmic (HSE) per unir-se als trimers HSF1 actius.

### Domini d'oligomerització (dominis de cremallera de leucina)
Les dues regions responsables de l’oligomerització entre els monòmers HSF1 són els dominis 1-3 i 4 de la cremallera leucina (LZ) (aquestes regions també s'anomenen habitualment HR-A / B i HR-C). LZ1-3 es troba just aigües avall del DBD, mentre que LZ4 es troba entre el RD i el terminal C TAD. En condicions sense estrès, l'activació espontània de HSF1 està regulada negativament per la interacció entre LZ1-3 i LZ4. Quan és induïda per l'estrès, la regió LZ1-3 es separa de la regió LZ4 i forma un trímer amb altres dominis HSF1 LZ1-3 per formar una triple bobina enrotllada.

### Domini regulador (RD)
Les estructures del terminal C-RD i TAD de HSF1 no s'han resolt clarament a causa de la seva naturalesa dinàmica. No obstant això, se sap que la RD es troba entre les dues regions del domini de l'oligomerització. S'ha demostrat que l’RD regula el TAD mitjançant un control negatiu reprimint el TAD en absència d’estrès, un paper que es regula inductiblement (en presència de la substància) mitjançant modificacions posttraduccionals.

### Domini de transactivació (TAD)
Aquesta regió C-terminal abasta els darrers 150 aminoàcids de la proteïna HSF1 i conté 2 TAD (TAD1 i TAD2). TAD1, que es troba en els aminoàcids 401-420, és en gran part hidròfob i es preveu que adopti una conformació alfa-helicoidal. S'ha demostrat que TAD1 interactua directament amb l'ADN objectiu per dirigir l'activació transcripcional de HSF1. No s'espera que l'estructura del TAD2, el segment d'aminoàcids 431-529, sigui helicoidal, ja que conté residus de prolina a més d'hidròfobs i àcids. La funció del TAD HSF1 encara és ben poc caracteritzada, però s'ha demostrat que Hsp70 s'uneix a aquest domini, cosa que podria descriure el mecanisme pel qual Hsp70 regula negativament l’HSF1.

## Interaccions
La proteïna HSF1 ha demostrat ser capaç d'interaccionar amb:
- NCOA6[8]
- SYMPK[9]
- RALBP1[10]
- HSF2[11]
- CEBPB[12]
- HSPA1A[13][14]
- HSP90AA1[10][15]
- HSPA4[15][16]